# Il tè nel deserto
Il tè nel deserto (The Sheltering Sky) è un film del 1990 diretto da Bernardo Bertolucci.
Il soggetto è tratto dall'omonimo romanzo di Paul Bowles. Il film è la seconda delle tre collaborazioni dello stesso staff composto dal regista Bertolucci, produttore Jeremy Thomas, sceneggiatore Mark Peploe, fotografo Vittorio Storaro e musicista Ryūichi Sakamoto insieme col precedente L'ultimo imperatore e il successivo Piccolo Buddha.

## Trama
I tre statunitensi Port Moresby e sua moglie Kit col loro amico George Tunner giungono nel 1947 a Orano, in Algeria, per affrontare un viaggio nel deserto del Sahara. Tunner osserva «Probabilmente siamo i primi turisti che sbarcano qui dopo la guerra», ma Kit risponde «Noi non siamo turisti: siamo viaggiatori». Mentre Tunner pensa di tornare a casa in un paio di settimane, Port e Kit hanno progettato di fermarsi un anno o due.
I tre organizzano un viaggio verso l'interno, cui si uniscono anche Mrs. Lyle, scrittrice di guide di viaggio, e suo figlio Eric. C'è una certa competizione per l'amore di Kit tra Tunner e Port: quest'ultimo è geloso della moglie, anche se la tradisce con una prostituta araba, e cerca in ogni modo di liberarsi del primo, che nel frattempo ha dormito con Kit.
Port e Kit riescono a liberarsi di Tunner e proseguire il viaggio in due su mezzi di fortuna verso località sempre più impervie. Forse nel marito c'è un tentativo di ricucire il rapporto con la moglie, raffreddatosi dopo dieci anni di matrimonio, ma quando sono soli nel deserto non riescono a fare l'amore insieme. Port comincia a sentirsi male e quando dà segni evidenti di contagio del tifo Kit lo porta in un forte della legione straniera francese: nonostante i tentativi di Kit di curarlo e il loro riavvicinamento affettivo, Port muore.
Sola nel deserto e nella vita, Kit si unisce ad una carovana di passaggio guidata da Belqassim, un giovane nomade. Attraversando il Sahara verso sud, Kit apprende gradualmente i costumi dei nomadi e pian piano si avvicina a Belqassim, con cui sviluppa una relazione muta ma appassionata. La carovana arriva infine in Niger, nel villaggio dove il nomade vive, dove Belqassim prende Kit come amante e la rinchiude in una stanza sul tetto della capanna, che diventa il loro nido d'amore. Kit è mal sopportata dalle altre mogli del nomade, e quando viene finalmente liberata e cammina per il villaggio le si nega persino il cibo e diventa vittima di violenze per strada.
Kit finisce in un ospedale con suore europee dove viene rintracciata dall'ambasciata statunitense, frequentemente sollecitata da Tunner, che ha scoperto della morte di Port. Kit viene riportata a Tangeri, dove il loro viaggio era iniziato, ma evita di incontrare Tunner e scappa per la città finché non torna nel suo vecchio hotel e qualcuno, il narratore, le chiede fuori campo se si era persa: lei risponde di sì.

## Distribuzione
Il film è stato presentato in anteprima mondiale il 15 novembre 1990 a Parigi per poi essere distribuito nelle sale cinematografiche italiane il mese successivo. È uscito il 12 dicembre 1990 negli USA (The Sheltering Sky) e il 14 dicembre 1990 in Italia.

## Accoglienza

### Incassi
Nonostante le ottime recensioni iniziali, il film è stato un insuccesso dal punto di vista degli incassi: a fronte del budget stimato di $25.000.000, non ne ha raggiunti nemmeno 3 milioni in tutto il mondo.

### Critica
«[…] un drammatico percorso mentale, una caduta libera nel vuoto interiore dei personaggi. […] Pecca di letterarietà […], ma la glacialità tutta occidentale con cui Bertolucci vede il Nordafrica è anche un segno di onestà intellettuale. […] Le immagini già viste e scontate racchiudono il senso profondamente tragico del film.» **½
Sebbene ne abbia preso parte, Bowles ripudiò il film in un'introduzione ad un'edizione successiva del romanzo: "Bernardo Bertolucci, la cui disastrosa idea fu di adattare questo libro recalcitrante in un film, vide una grande occasione per fare pubblicità. Debra Winger venne fatta assomigliare il più possibile a Jane, mia moglie. Il fatto che all'epoca io avessi ottant'anni non sembrò importargli. Va da sè che il film in sé non rientrava in questa campagna di pubblicizzazione della nostra vita privata. Aveva solo a che fare con la pubblicità. Ma meno si parla della pellicola meglio è".

## Riconoscimenti
- 1991 - Golden Globe:
  - Miglior colonna sonora a Ryūichi Sakamoto e Richard Horowitz
  - Candidatura Miglior regia a Bernardo Bertolucci
- 1991 - BAFTA:
  - Miglior fotografia a Vittorio Storaro
  - Candidatura Miglior scenografia a Gianni Silvestri
- 1991 - Ciak d'oro
  - Miglior film[8]
  - Miglior regista a Bernardo Bertolucci
  - Migliore fotografia a Vittorio Storaro
  - Miglior manifesto a Renato Casaro
  - Candidatura migliore scenografia a Gianni Silvestri
  - Candidatura migliore montaggio a Gabriella Cristiani

## Cameo
Lo scrittore Paul Bowles, dal cui romanzo è tratto il film, ha una piccola parte nel film nel ruolo di sé stesso come narratore.